# ジョン・ノウルズ・ペイン

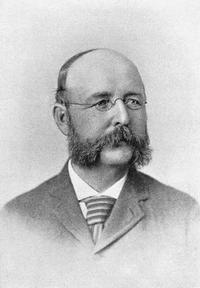
ジョン・ノウルズ・ペイン

ジョン・ノウルズ・ペイン （John Knowles Paine, 1839年1月9日 - 1906年4月25日）はアメリカ合衆国の作曲家。管弦楽曲の作曲によっておそらく初めてアメリカ国内で名声を博した作曲家であり、ハーヴァード大学音楽学部の開祖である。アメリカ合衆国で最初の音楽学の教授と言われる。

## 生涯
メイン州ポートランドの楽器商の息子に生まれ、幼児期より店内で宣伝とデモンストレーションのための演奏を行なっていた。やがてドイツから亡命してきた音楽家ヘルマン・コチュマーに正式に鍵盤楽器演奏と作曲を学んだ後、ピアノ教師として立ち、1857年に最初の公開演奏を行なった。
翌1858年に作曲の研修を志すと、地元の有志によって募金が集まり、これによって渡欧が可能になった。同年のうちにベルリンに赴き、オルガンと作曲を学ぶ。同地での留学生仲間には、後にベートーヴェン研究者として世界的・歴史的に名を残した音楽学者アレクサンダー・フィーロック・セイヤーがおり、セイヤーとペインは同じ下宿で共同生活を送ったこともあった。
帰国後は、活動の拠点をボストンに定め、《ミサ曲ニ長調》の作曲によって一躍名を揚げる。1873年には、ハーヴァード大学音楽学部設置のために教員として招かれ、またニューイングランド音楽院でもピアノ・オルガン・和声・対位法を指導した。これより、作曲と教育の二足の草鞋を履いて一生をすごすこととなった。ハーヴァード大学着任後が作曲家として最も実り豊かだった時期で、2曲の交響曲と、古典ギリシャ語劇『僭主オイディプス Oedipus Tyrannus 』のための前奏曲と男声合唱などを作曲、またピアニストとして、まだ当時のアメリカ合衆国ではさほど重視されていなかったショパンやシューマンの作品を本格的に紹介した。
ペインはボストン楽派の開祖の一人であり、作曲家としては、おおむねベートーヴェン中期の作風や音楽語法にのっとっていた。《交響曲 第1番 ハ短調》作品23は、ブラームスの最初の交響曲と同時期の1875年に完成されており、いくつかのベートーヴェン作品からさかんに楽句を引用することによって、楽聖に畏敬の念を表している。一方、《交響曲 第2番 イ長調》作品34はドイツ語で「春に Im Frühling」という副題が掲げられ、ベルリオーズやヨアヒム・ラフらに倣ったものとしてはアメリカで最初の標題交響曲が試みられている。
ペインは、いくつかの作品では、スコットランド系・アイルランド系の民族舞曲のリズムを利用している。しかしながら、アメリカ民謡特有の民族音階にはほとんど関心を示していない。オーケストレーションの技法は、とりたてて独創的でも色彩的でもないものの、非常に手堅く、強い気魄がこもっている。このためペイン作品の中では、生前から現在まで、管弦楽曲ないしは管弦楽つき合唱曲が注目されてきた。
ピアノ曲や、《ヴァイオリン・ソナタ ロ短調》などの室内楽曲も残されてはいるが、同時代のヨーロッパの水準に比べると創意に乏しく、おおむねウィーン古典派からフンメル、ジョン・フィールドの模倣に留まっている。
ペインはリンカン大統領の熱心な支持者であり、1865年に同大統領が凶弾の手に斃れた際には、管弦楽による追悼作品の作曲を構想していたが、ピアノのための葬送行進曲を完成させるにとどまった。
作曲家としては非常に保守的であったものの、ペインは同時代のドイツ音楽の発展に常に注意し、リヒャルト・シュトラウスの作品にも熟知していた。門下には、アーサー・フットやジョン・オールデン・カーペンター、フレデリック・コンヴァースなどの作曲家がおり、ボストンの女性作曲家のパイオニアエイミー・ビーチの初期作品にも助言を与えた。
1906年にマサチューセッツ州ケンブリッジにて急逝。その後、未亡人によりハーヴァード大学にジョン・ノウルズ・ペイン研究旅行奨学金が創設された。

## 主要作品
ペインの作品は、同世代の他のアメリカ人作曲家に比べると、作品の復刻が遅れている。

### 歌劇
- アザラ Azara

### 管弦楽伴奏つき合唱曲
- ミサ曲ニ長調（作品番号なし）
- オラトリオ《聖ピーター》作品20

### 管弦楽曲
- 交響曲 第1番 ハ短調 作品23
- 演奏会用序曲《お気に召すまま As You Like It 》作品28
- 交響詩《テンペスト》作品31
- 交響曲 第2番 ニ長調「春に」 作品34
- ギリシャ語劇『僭主エディプス』のための前奏曲 作品35

### 室内楽曲
- ヴァイオリン・ソナタ ロ短調 作品24
- チェロとピアノのための《ロマンツァとフモレスケ》作品30
- ピアノ三重奏のための《ラルゲットとフモレスケ》作品32

### オルガン曲
- オーストリア帝国国歌による主題と変奏 作品3-1
- コラール「我らが神は固き砦」による幻想曲 作品13
- 前奏曲ロ短調 op. 19-2
- 「ゴッド・セイヴ・ザ・クイーン」による二重フーガ